# Saison 2018 des Dodgers de Los Angeles
La saison 2018 des Dodgers de Los Angeles est la 136e saison en Ligue majeure de baseball pour cette franchise, la 127e en Ligue nationale et la 61e depuis le transfert des Dodgers de Brooklyn vers Los Angeles. 
Les Dodgers débutent 2018 en tant que champions en titre de la Ligue nationale.

## Saison régulière
La saison régulière de 162 matchs des Dodgers débute le 29 mars avec la visite à Los Angeles des Giants de San Francisco et se termine le 30 septembre suivant. 

### Classement
| Ligue nationale division Ouest | V  | D  | %    | Diff. | Diff. (élim.) |
| ------------------------------ | -- | -- | ---- | ----- | ------------- |
| Dodgers de Los Angeles         | 92 | 71 | ,564 | -     | -             |
| Rockies du Colorado            | 91 | 72 | ,558 | 1     | -             |
| Diamondbacks de l'Arizona      | 82 | 72 | ,506 | 9.5   | -             |
| Giants de San Francisco        | 73 | 89 | ,451 | 18.5  | -             |
| Padres de San Diego            | 66 | 96 | ,407 | 25.5  | -             |

## Effectif
Receveurs
| Joueur          | MJ  | R  | HR | RBI | SB | OPS  | WAR |
| --------------- | --- | -- | -- | --- | -- | ---- | --- |
| Yasmani Grandal | 140 | 65 | 24 | 68  | 2  | .815 | 3,3 |
| Austin Barnes   | 100 | 32 | 4  | 14  | 4  | .619 | 0,5 |

Champ Intérieur
| Joueur         | MJ  | R  | HR | RBI | SB | OPS  | WAR  |
| -------------- | --- | -- | -- | --- | -- | ---- | ---- |
| Cody Bellinger | 162 | 84 | 25 | 76  | 14 | .814 | 4,2  |
| Chris Taylor   | 155 | 85 | 17 | 63  | 9  | .775 | 4,1  |
| Max Muncy      | 137 | 75 | 35 | 79  | 3  | .973 | 4,2  |
| Justin Turner  | 103 | 62 | 14 | 52  | 2  | .924 | 4,5  |
| Chase Utley    | 87  | 18 | 1  | 14  | 3  | .610 | -0,2 |
| Logan Forsythe | 70  | 18 | 2  | 13  | 2  | .560 | -0.7 |
| Manny Machado  | 66  | 36 | 13 | 42  | 6  | .825 | 2,8  |
| Brian Dozier   | 47  | 16 | 5  | 20  | 4  | .650 | 0,0  |
| Corey Seager   | 26  | 13 | 2  | 13  | 0  | .744 | 0,4  |

Champ Extérieur
| Joueur         | MJ  | R  | HR | RBI | SB | OPS  | WAR |
| -------------- | --- | -- | -- | --- | -- | ---- | --- |
| Joc Pederson   | 148 | 65 | 25 | 56  | 1  | .843 | 2,3 |
| Matt Kemp      | 146 | 62 | 21 | 85  | 0  | .818 | 1,1 |
| Kike Hernandez | 145 | 67 | 21 | 52  | 3  | .806 | 2,8 |
| Yasiel Puig    | 125 | 60 | 23 | 63  | 15 | .820 | 2,7 |

Lanceurs Partants
| Joueur          | MJ | V  | SO  | ERA  | WHIP |
| --------------- | -- | -- | --- | ---- | ---- |
| Rich Hill       | 25 | 11 | 150 | 3,66 | 1,12 |
| Clayton Kershaw | 26 | 9  | 155 | 2,73 | 1,04 |
| Alex Wood       | 33 | 9  | 135 | 3,68 | 1,21 |
| Kenta Maeda     | 39 | 8  | 153 | 3,81 | 1,26 |
| Walker Buehler  | 24 | 8  | 151 | 2,62 | 0,96 |
| Ross Stripling  | 33 | 8  | 136 | 3,02 | 1,19 |
| Ryu Hyun-jin    | 15 | 7  | 89  | 1,97 | 1,01 |

Lanceurs de relève
| Joueur          | MJ | V | S  | SO | ERA  | WHIP |
| --------------- | -- | - | -- | -- | ---- | ---- |
| Kenley Jansen   | 69 | 1 | 38 | 82 | 3,01 | 0,99 |
| Scott Alexander | 73 | 2 | 3  | 56 | 3,68 | 1,27 |
| Pedro Baez      | 55 | 4 | 0  | 62 | 2,88 | 1,23 |
| Daniel Hudson   | 40 | 3 | 0  | 44 | 4,11 | 1,22 |
| Josh Fields     | 45 | 2 | 2  | 33 | 2,20 | 0,95 |